# Фісайо Акінаде
Фісайо Акінаде (англ. Fisayo Akinade; 28 грудня 1987, Ліверпуль, Велика Британія) — британський актор, найбільш відомий своїми ролями Діна Монро в «Огірок» і «Банан» на Channel 4 і містера Аджаї в популярному серіалі Netflix «Коли завмирає серце», а також своєю роботою в театрі.

## Раннє життя та освіта
Акінаде народився в Ліверпулі. Чотири роки свого дитинства він провів у Нігерії, а потім повернувся до Великої Британії, де виріс у районах Манчестера Феллоуфілд і Мосс-Сайд.
З дитинства він хотів стати гімнастом. Однак після травми та закриття закладу, де він практикував, Акінаде почав відвідувати курси драми в Contact Theatre, пізніше приєднався до Contact Young Actors Company та майстер-класів у Royal Exchange Theatre.  Він продовжив навчання в Королівській центральній школі мови та драми в Лондоні.

## Кар'єра
Телевізійний прорив Акінаде стався в 2015 році, коли він зіграв роль Діна Монро в драмі Рассела Т. Девіса «Огірок» і її відгалуження «Банан» і «Тофу».  У 2016 році Акінаде знявся разом із Гленн Клоуз, Джеммою Артертон і Педді Консідайном у фільмі «Дівчина з усіма подарунками» .
У лютому 2022 року Акінаде зіграв головну роль у п'єсі Алістера Макдауолла «Сяйво».  П'єса була показана в театрі Royal Court Theatre Downstairs.  Акінаде знявся в серіалі Netflix «Коли завмирає серце», який вийшов у квітні 2022 року. У серіалі він грає Натана Аджаї.  У листопаді 2022 року Акінаде зіграв головну роль Шевальє де Сен-Жака в драмі Starz «Небезпечні зв'язки» разом з Еліс Енглерт, Ніколасом Дентоном і Леслі Менвілл . Небезпечні зв'язки було продовжено на другий сезон.

## Особисте життя
Акінаде — гей.

## Фільмографія

### Фільми
| Рік  | Назва                       | Роль                   | Примітки       |
| ---- | --------------------------- | ---------------------- | -------------- |
| 2013 | Рятівник                    | Бен                    | Короткий фільм |
| 2016 | Роботи                      | Яаго                   | Короткий фільм |
| 2016 | Дівчина з усіма подарунками | Рядовий Кіран Галлахер |                |
| 2018 | Острів                      | Кейліан Ферріс         |                |
| 2019 | Історія Девіда Коперфілда   | Маркем                 |                |

### Телебачення
| Рік        | Назва                    | Роль               | Примітки                                        |
| ---------- | ------------------------ | ------------------ | ----------------------------------------------- |
| 2013       | Свіже м'ясо              | Прихильник Влада 1 | Сезон 3 Серія 8                                 |
| 2015       | Огірок                   | Дін Монро          | 7 серіїй                                        |
| 2015       | Банан                    | Дін Монро          | 6 серій                                         |
| 2015       | Звичайна брехня          | Зіггі              | 5 серій                                         |
| 2015       | Голосуваня               | Джонатан Кларк     | Телевізійний фільм                              |
| 2016       | Сон в літню ніч          | Флейта             | Телевізійний фільм                              |
| 2017       | В темно                  | Тео                | Міні-серіал                                     |
| 2018       | Дуже англійський скандал | Клайв Отунде       | Сезон 1 серія 3                                 |
| 2019       | Мовчазний свідок         | Ендрю Дьюї         | Серії: «До Брайтона, До Брайтона» (Частини 1&2) |
| 2019       | Martin's Close           | Вільям             | Телевізійний фільм                              |
| 2021       | Ромео і Джульєтта        | Меркуціо           | Телевізійний фільм                              |
| 2021       | Відділ розгляду скарг    | Оповідач           | 2 серії                                         |
| 2022       | Атланта                  | Халіль             | Серія: Біла мода                                |
| 2022–тепер | Коли завмирає серце      | містер Аджаї       | 4 серії                                         |
| 2022       | Небезпечні зв'язки       | Шевальє де Сен-Жак | 8 серій                                         |

### Веб
| Рік  | Назва | Роль    | Примітки               |
| ---- | ----- | ------- | ---------------------- |
| 2015 | Тофу  | Він сам | Онлайн-серіал; 5 серій |

### Відеоігри
| Рік  | Назва         | Роль | Примітки |
| ---- | ------------- | ---- | -------- |
| 2019 | Кров і правда |      |          |

## Нагороди та номінації
| Рік  | Нагорода               | Категорія              | Робота                | Результат | Посилання |
| ---- | ---------------------- | ---------------------- | --------------------- | --------- | --------- |
| 2014 | Нагороди Яна Чарльзона | Нагороди Яна Чарльзона | Як вам це подобається | Номінація |           |
| 2017 | Нагороди Яна Чарльзона | Нагороди Яна Чарльзона | Свята Жанна           | Тричі     |           |